# Thórólf Skallagrímsson
Thórólf Skallagrímsson (890 - 937) fue un personaje histórico, vikingo de Noruega y colono en Borg á Mýrum, Mýrasýsla, Islandia; hermano y compañero de aventuras de uno de los más afamados poetas y escaldos de la Era vikinga, Egill Skallagrímsson personaje principal de la saga que lleva su nombre. Hijo del caudillo Skalla-Grímr Kveldulfsson y Bera Yngvarsdóttir, nieto del patriarca Kveldulf Bjalfason (Lobo Nocturno) quien debido a las constantes intrigas contra su hijo Thorolf Kveldulfsson, jamás juró lealtad a la corona del rey Harald I de Noruega o su descendencia, situación que se agravó con el asesinato de Thorolf.
Thórólf participa en la conquista vikinga de Inglaterra acompañando a su hermano Egill con quien comparte aventuras e incursiones desde que Egill cumplió 17 años y allí pierde la vida, posiblemente en la batalla de Brunanburh. La viuda de Thórólf, Asgerd, se casaría con Egill a su regreso a Noruega, aunque todavía permanecería doce años en actividades y expediciones vikingas.
Aparte de la Saga de Egil Skallagrímson, es un personaje que también se cita en la saga de Hrafnkell, y saga de Laxdœla.

## Herencia
Con Ásgerður Björnsdóttir, tuvo una hija, Þórdís Þórólfsdóttir (n. 924) que casaría con Grímur Svertingsson.